# Julian "Cannonball" Adderley
Julian "Cannonball" Adderley è il secondo album discografico di Julian Cannonball Adderley, pubblicato dalla EmArcy Records nel 1955.

## Tracce
Lato A
1. Cannonball – 4:17 (Julian Cannonball Adderley)
2. Willows – 4:59 (Quincy Jones)
3. Everglade – 3:44 (Nat Adderley, Quincy Jones)
4. Cynthia's in Love – 3:07 (Billy Gish, Jack Owens, Earl White)
5. The Song Is You – 4:16 (Oscar Hammerstein II, Jerome Kern)

Durata totale: 20:23
Lato B
1. Hurricane Connie – 4:18 (Quincy Jones)
2. Purple Shades – 3:34 (Lew Douglas, Quincy Jones, Frank LaVere)
3. Rose Room – 5:49 (Art Hickman, Harry H. Williams)
4. Fallen Feathers – 3:48 (Quincy Jones)
5. You'd Be so Nice to Come Home To – 3:36 (Cole Porter)

Durata totale: 21:05

## Musicisti
- Julian Cannonball Adderley - sassofono alto
- Nat Adderley - cornetta
- Jerome Richardson - sassofono tenore, flauto
- Cecil Payne - sassofono baritono
- J.J. Johnson - trombone (A1, A2, A3, B3, B4 e B5)
- John Williams - pianoforte
- Paul Chambers - contrabbasso
- Kenny Clarke - batteria (A1, A3, A4, A5, B1, B2 e B5)
- Max Roach - batteria (A2, B3 e B4)

- Jimmy Cleveland - trombone (A4, A5, B1 e B2)